# سوروکابا
سوروکابا (به پرتغالی: Sorocaba) یک شهر و municipality of Brazil در برزیل است که در ایالت سائوپائولو واقع شده‌است.

## خصوصیات
سوروکابا ۴۵۶ کیلومترمربع مساحت و ۷۰۰٬۶۹۲ نفر جمعیت دارد.